# 松原和人
松原 和人（まつばら かずひと、1905年6月10日 - 1966年5月15日）は、日本のキリスト教伝道者・聖書学者。福音主義信仰と時事社会批判に基づく日本独自のいわゆる活けるキリスト一麦教会を唱えた。

## 経歴
聖書学舎（現:関西聖書神学校）で学ぶ。

## 年譜
- 1905年　岐阜県に生まれる。日本伝道隊湊川伝道館において堀内文一から洗礼を受ける。
- 1941年12月25日 聖書学舎を卒業した後、名古屋市で多くの実を結ぶ「一麦の麦」になることを目指して設立。
- 1966年5月15日 死去する。そして、妻の松原向（1913年-2008年3月3日）が指導者になる。

## 著作
- 『一粒の麦もししなば』ニューライフ出版社 1986年